# Oliver Caruso
Oliver Caruso (ur. 20 lutego 1974 w Mosbach) – niemiecki sztangista.
Na Igrzyskach Olimpijskich w Atlancie w 1996 zdobył brązowy medal w wadze do 94 kg. Do jego osiągnięć należą również dwa medale mistrzostw świata: srebrny (1998) i brązowy (2002). Dwukrotnie był wicemistrzem (1996, 1997) i jeden raz mistrzem Europy (1998).